# Forces armées de la Guinée-Bissau
Les forces armées de Guinée-Bissau (en portugais Forças Armadas Revolucionárias do Povo, FARP) sont l'armée nationale de l'État africain de Guinée-Bissau. Fondées en 1973 après l'indépendance du pays vis-à-vis du Portugal, elles comprennent une armée de terre, une force aérienne et une marine de guerre. Le commandant en chef des forces armées est le général Antonio Indjai (en)[Quand ?] et leurs quartiers-généraux sont situés à Bissau.
Elles comprennent un total de 4 000 personnels actifs et la conscription est obligatoire. En 2012, l'armée prend le pouvoir par un coup d'État à la suite d'une élection présidentielle contestée. Les autorités militaires annoncent la dissolution de « toutes les institutions » du pays, et la mise en place prochaine d'un « conseil de transition ».

## Équipement

### Armée de terre
[Quand ?]
- 10 chars T-34 en service ;
- 10 T-54/55 en service ;
- 10 PT-76 en service ;
- 10 BRDM-2 en service ;
- 25 BTR-40 en service ;
- 20 BTR-152 en service ;
- 35 BTR-60 en service ;
- 9 BM-21 Grad en service ;

L'équipement standard de l'infanterie comprend des fusils d'assaut tels que l'AK-47, l'AKM, le RPK, le RPD et le FN FAL.

### Force aérienne de Guinée-Bissau

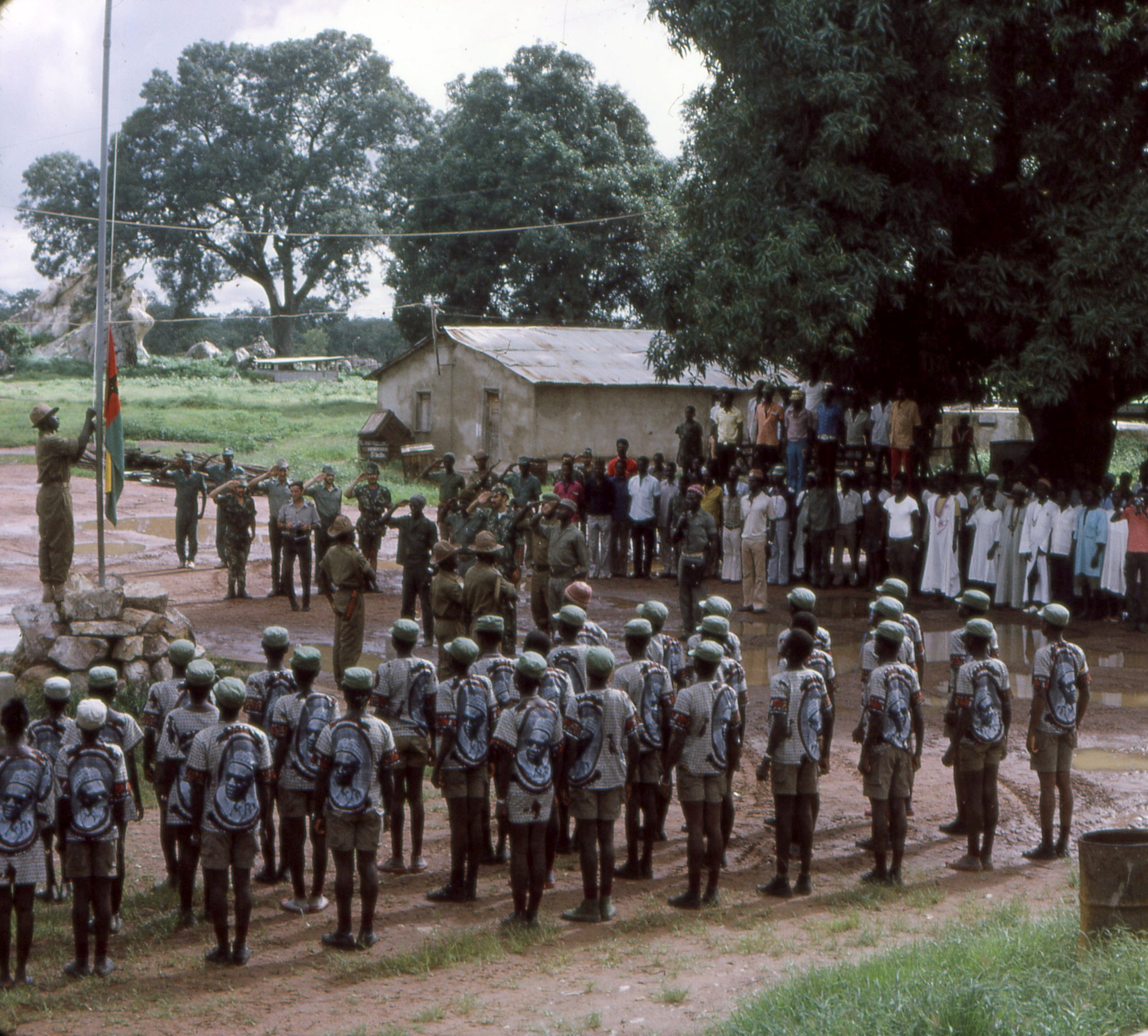
Soldats des forces armées de Guinée-Bissau en 1974.

Équipement de la Force Aérienne de Guinée (Força Aérea da Guiné-Bissau) en 2023 :
| Aéronef            | Type             | Versions | En service | Notes |
| ------------------ | ---------------- | -------- | ---------- | ----- |
| Cessna 208 Caravan | Avion utilitaire | 208B     | 1          |       |

### Anciens aéronefs
Anciens aéronefs de la Force Aérienne de Guinée (Força Aérea da Guiné-Bissau), état en 2007 :
| Aéronef                   | Type                     | Versions | En service | Notes |
| ------------------------- | ------------------------ | -------- | ---------- | ----- |
| Mikoyan-Gourevitch MiG-21 | Avion de chasse          | MiG-21MF | 6          |       |
| Cessna Skymaster          | Avion de liaison         | FTB337E  | 1          |       |
| Dornier Do 27             | Avion utilitaire         | Do 27    | 1          |       |
| Alouette III              | Hélicoptère utilitaire   | SA 319B  | 1          |       |
| Mil Mi-8 Hip              | Hélicoptère de transport | Mi-8     | 1          |       |

## Trafic de drogue
Plusieurs hauts responsables de ses forces armées sont formellement accusés de trafic de drogue facilitant entre autres le contrebande de cocaïne d'Amérique latine, l'héroïne d'Afghanistan et d'Extrême-Orient, les drogues synthétiques du Nigéria; les militaires assurant eux-mêmes la sécurité du transport lors du passage sur le territoire guinéen,.